# فرودگاه بین‌المللی کوالا نامو

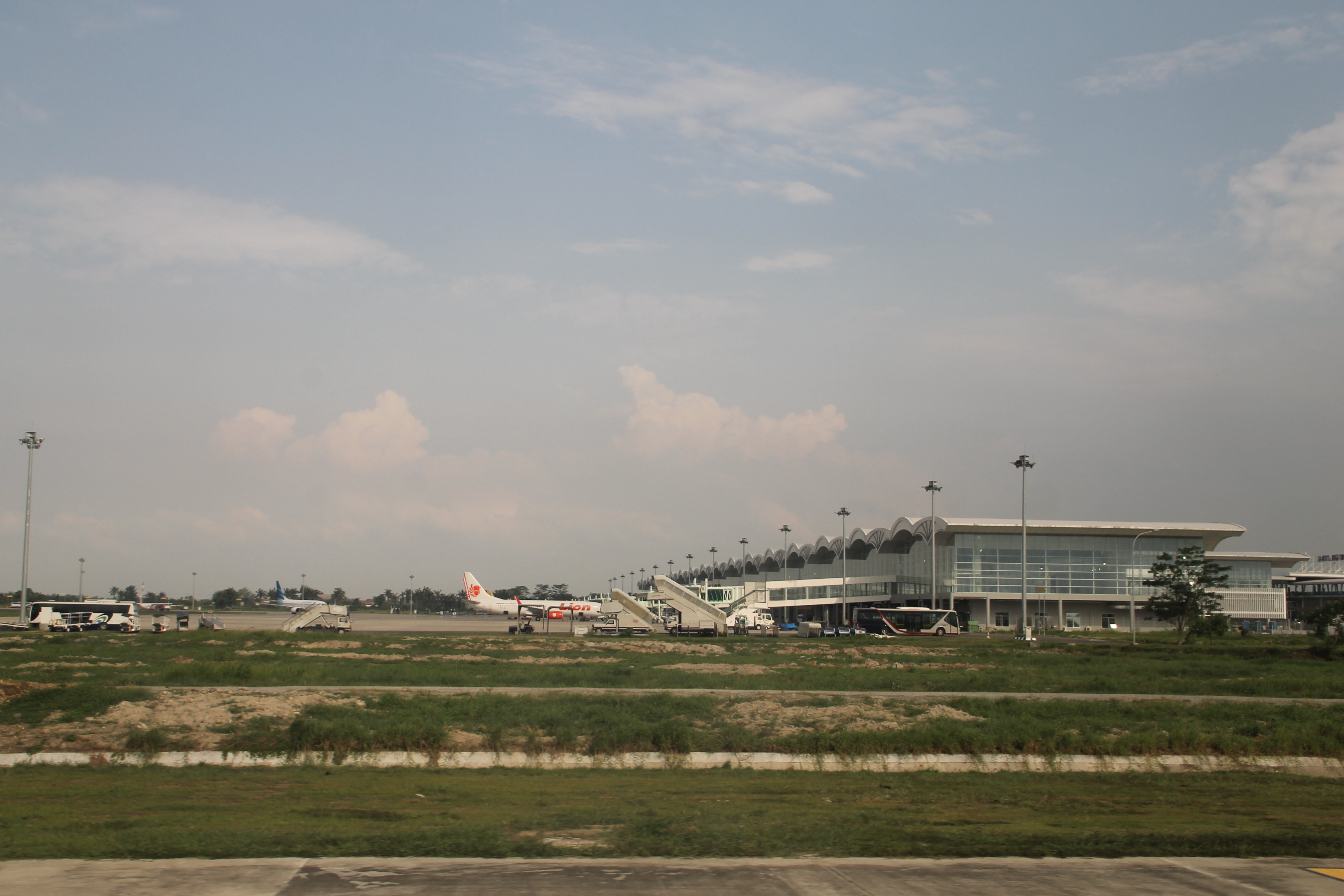
عکسی از فرودگاه بین المللی کوالا مونا که در فاصله ۲۳ کیلومتری شرق مدان قرار دارد و سومین فرودگاه بزرگ و پنجمین فرودگاه پر‌رفت‌و‌آمد در دنیا است.

فرودگاه بین‌المللی کوالا نامو  (به انگلیسی: Kuala Namu International Airport) (به زبان بومی: Bandar Udara Internasional Kuala Namu) یک فرودگاه همگانی است . این فرودگاه در کشور اندونزی قرار دارد .

## شرکت‌های هواپیمایی و مقصدهای پروازی

### مسافری
| شرکت‌های هواپیمایی                           | مقصدهای پروازی |
| ------------------------------------------- | --- |
| ایرآسیا                                     | کوالالامپور، پنانگ |
| باتیک ایر                                   | چنای (آغاز از ۲۶ اوت ۲۰۱۷)، حلیم پرداناکوسوما، سوئکارنو-هتا، کوالالامپور (آغاز از ۲۶ اوت ۲۰۱۷) |
| سیتیلینک                                    | سلطان اسکندر مودا، حسین ساسترانگارا، هنگ نادیم، حلیم پرداناکوسوما، سوئکارنو-هتا، سلطان سیاریف قسیم دوم فصلی: ملک عبدالعزیز                                                                                       |
| گارودا ایندونزیا                            | سوئکارنو-هتا، چانگی سنگاپور فصلی: ملک عبدالعزیز، شاهزاده محمد بن عبدالعزیز |
| گارودا ایندونزیا اجرا توسط گارودا ایندونزیا | بیناکا، Lhokseumawe، Sabang، فردیناند لومبان توبینگ، Silangit |
| گارودا ایندونزیا اجرا توسط گارودا ایندونزیا | هنگ نادیم، انگوراه رای، سلطان محمود بدرالدین دوم |
| ایرآسیای اندونزی                            | دن موئنگ، کوالالامپور، سلطان محمود بدرالدین دوم، پنانگ، ادیسوسیپتو |
| Jetstar Asia Airways                        | چانگی سنگاپور |
| لاین ایر                                    | سلطان اسکندر مودا، حسین ساسترانگارا، هنگ نادیم، انگوراه رای، سوئکارنو-هتا، کوالالامپور، مینانگکابو، سلطان محمود بدرالدین دوم، سلطان سیاریف قسیم دوم، پنانگ، سوپادیو، جواندا, ادیسومارمو (آغاز از ۱۲ نوامبر ۲۰۱۷) |
| مالزی ایرلاینز                              | کوالالامپور |
| مالیندو ایر                                 | کوالالامپور |
| Nam Air                                     | هنگ نادیم، سلطان سیاریف قسیم دوم |
| هواپیمایی سعودی                             | فصلی: ملک عبدالعزیز، شاهزاده محمد بن عبدالعزیز |
| سیلک‌ایر                                     | چانگی سنگاپور |
| Sriwijaya Air                               | سوئکارنو-هتا، مینانگکابو، پنانگ Seasonal: باندرانیکی |
| سوسی ایر                                    | Blangpidie، Kutacane، Silangit، لاسیکین، Singkil، Tapaktuan |
| وینگز ایر                                   | پینانگ کامپای، بیناکا، سلطان طاها، Lhokseumawe، کات نیاک دین، اک گودانگ، Sabang، فردیناند لومبان توبینگ، Silangit، لاسیکین، Takengon، راجا هاجی فی‌سبیل‌الله                                                       |

### باری
| شرکت‌های هواپیمایی | مقصدهای پروازی           |
| ----------------- | ------------------------ |
| Cardig Air        | سوئکارنو-هتا             |
| گارودا ایندونزیا  | هنگ نادیم، چانگی سنگاپور |